# 備後灘
備後灘（びんごなだ）は、瀬戸内海中央部の海域である。

## 地理

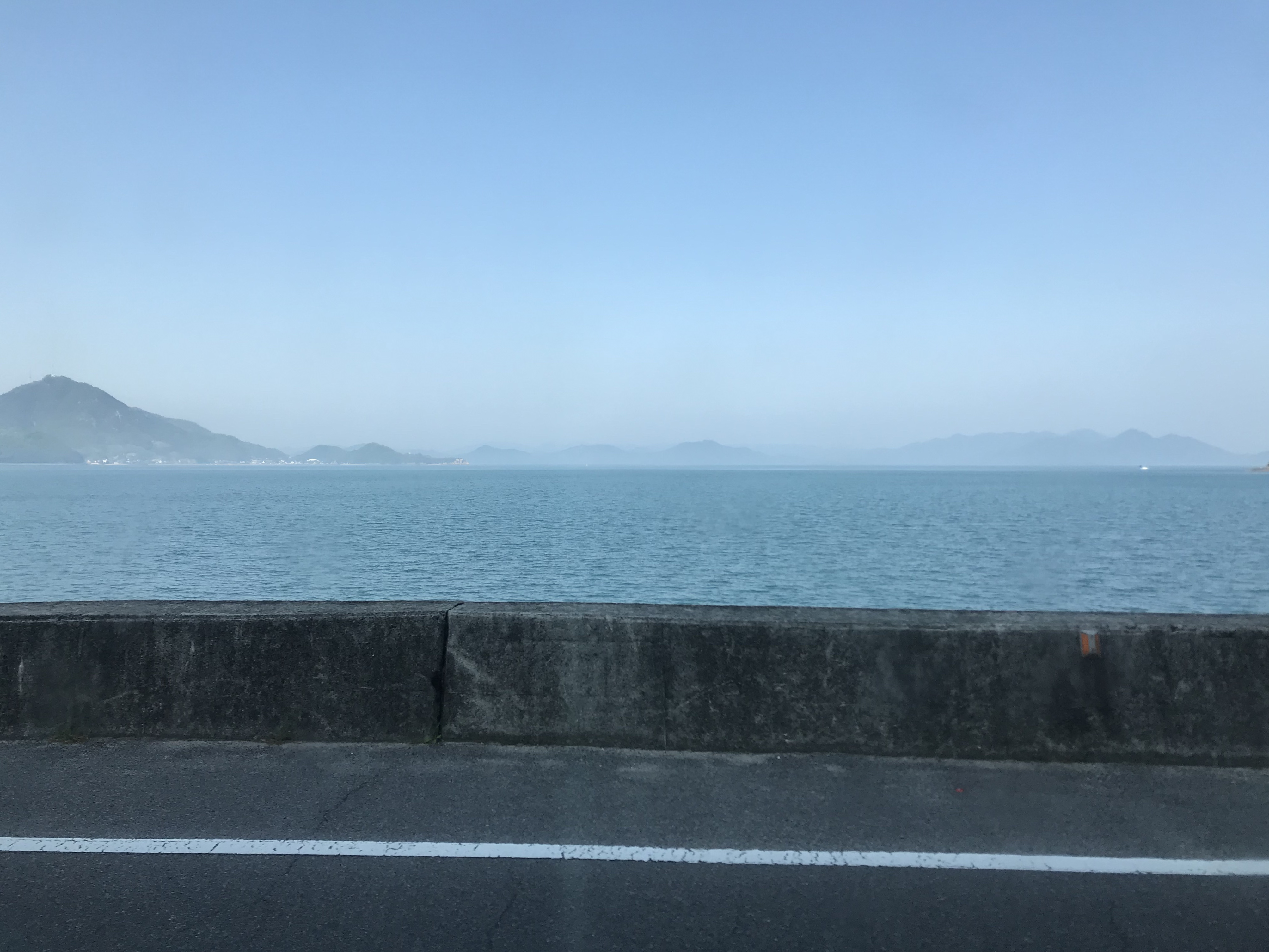
因島の国道317号を走るバスより望む備後灘と向島、百島、横島。

東は備讃瀬戸と水島灘、南は燧灘、西は芸予諸島東部の弓削島、因島に囲まれている。海底は比較的に平坦である。
古くから瀬戸内航路として役割を持って村上水軍が根拠地としており、場合によっては海賊行為も行われたとされている。周辺の海域には島々や海峡などが目立つために潮流が激しくなるが、備後灘と燧灘にはそれらの地形的な要素が少なく、航行上においても比較的に安全だとされている。備後灘と燧灘は共に干満の差が最大で約3メートルに達する。
尾道、因島には大規模な港が作られて古くから造船業が栄えた。一方、福山市沿岸は埋め立てが進み、JFEスチール（旧NKK）をはじめとする工場が集積する。
瀬戸内海は風光明媚な地形と穏やかな気候から、古来から文化面に影響を与えてきたとされており、備後灘も『万葉集』などの和歌などにて言及されている。
福山市の鞆の浦は瀬戸内海国立公園を代表する景勝地で知られる。

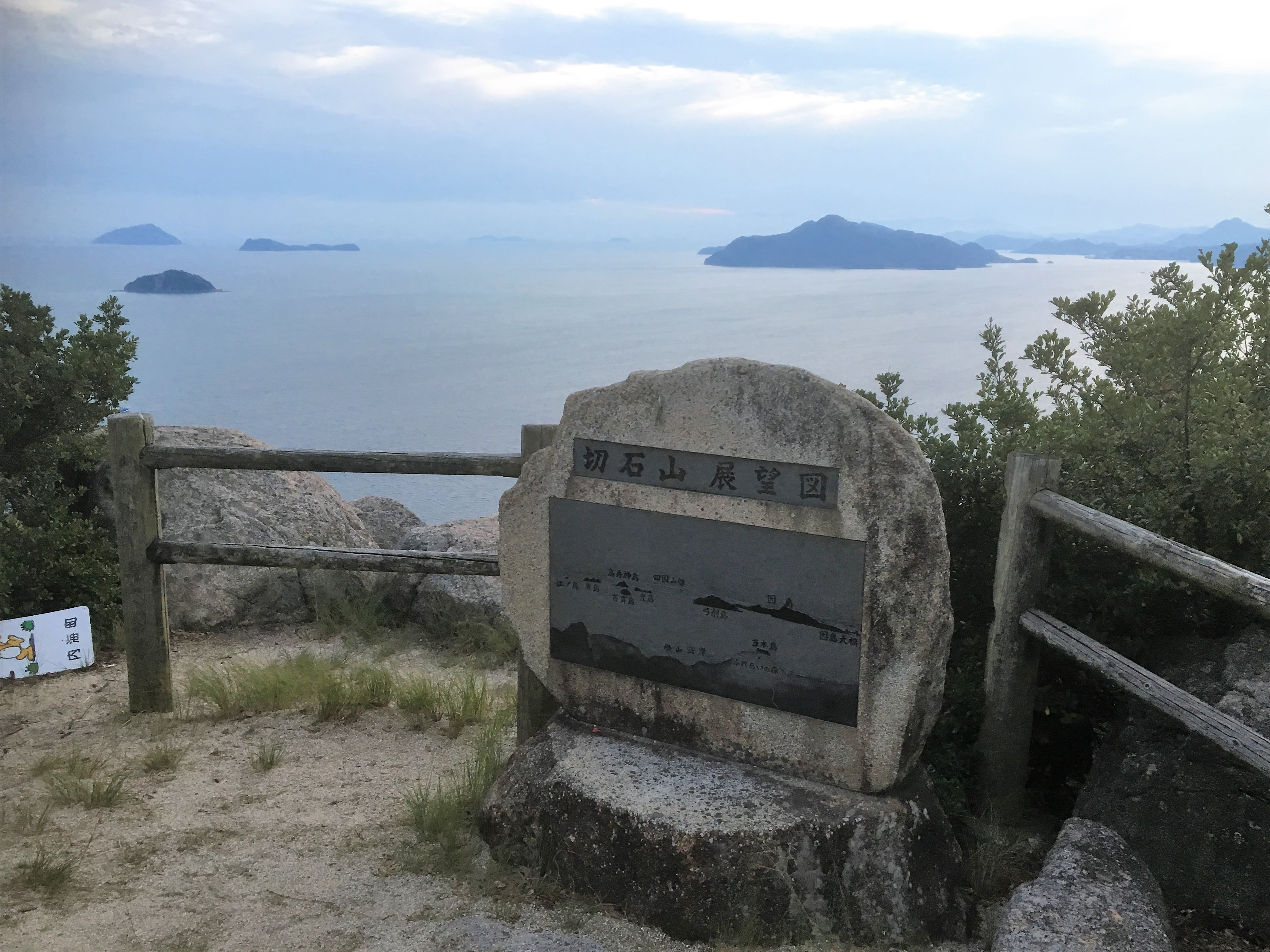
王城切石山公園の石切山山頂展望台（横島）から見る備後灘。
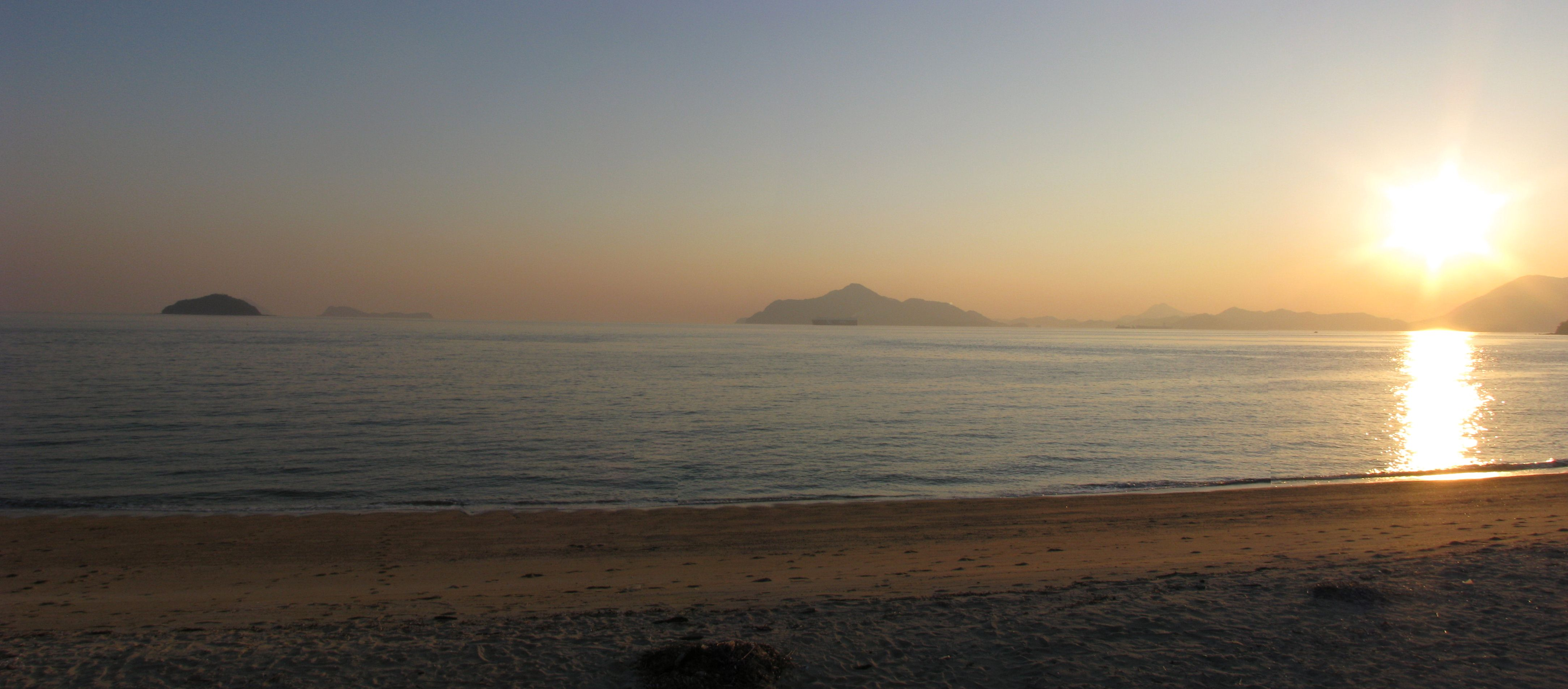
福山市の横山海岸。
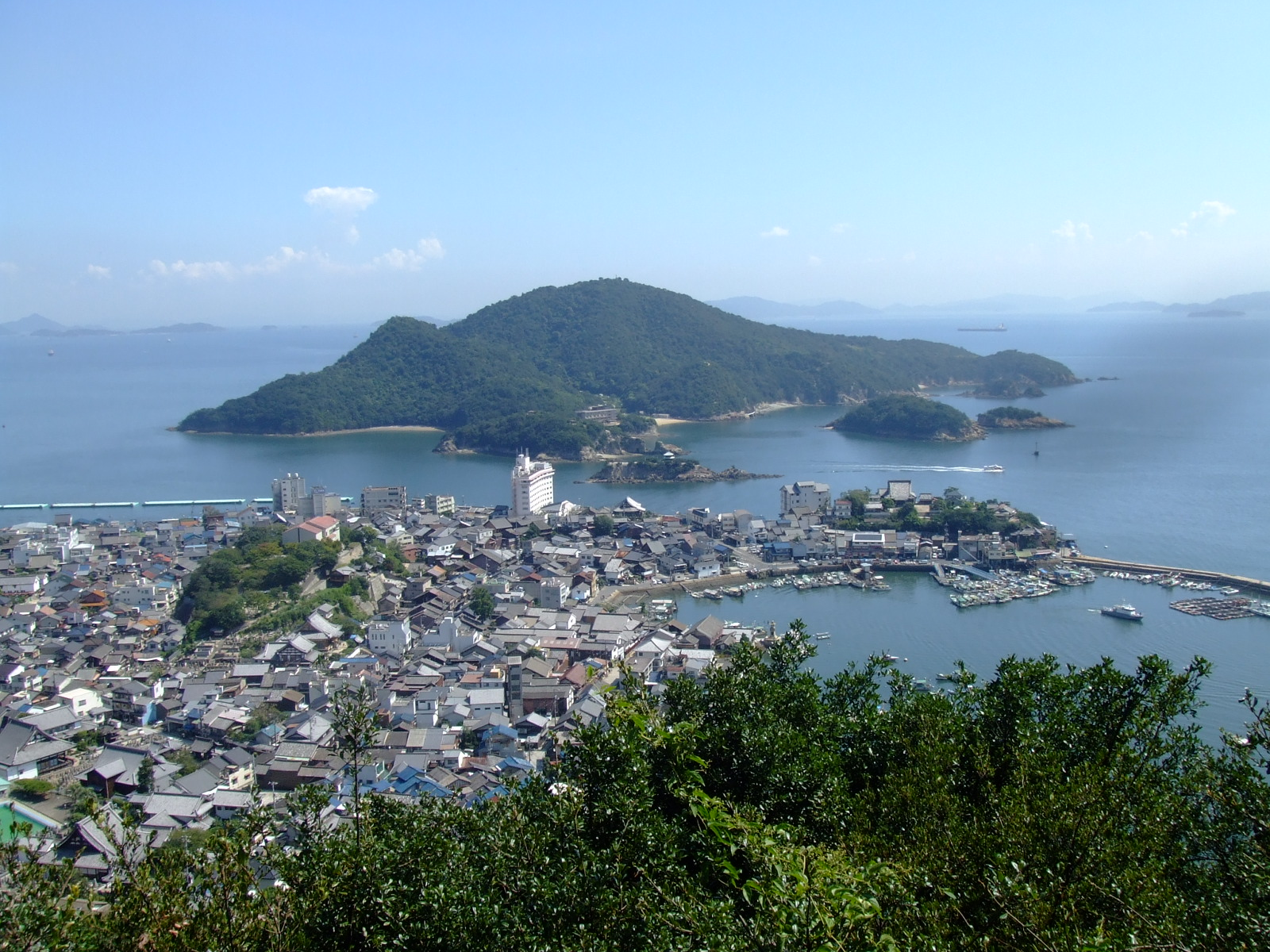
医王寺の太子殿から望む鞆の浦と仙酔島。
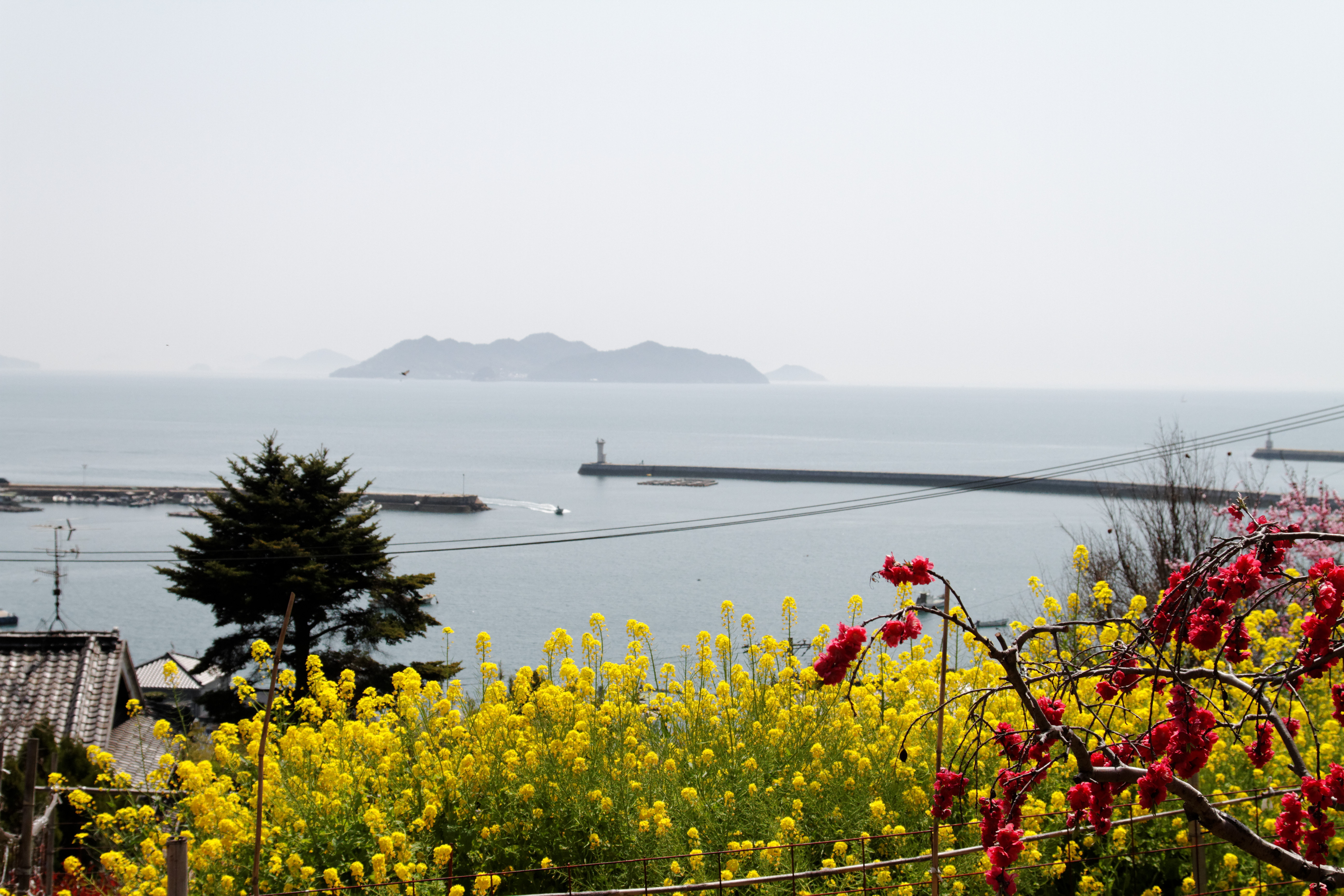
鞆の浦

## 自然環境
隣接する安芸灘との環境面や生物相の類似点も少なくないが、備後灘では干潟が比較的に多いのに対して藻場が比較的に少なく、また、底質の汚濁が目立つ。一方で、安芸灘には藻場や自然海岸が多いが干潟が少ないが、良好な底質が残されている。
芸予諸島や福山市などの記録からも、本来は干潟が多数存在し、クジラ（ヒゲクジラ類）やニホンアシカなどの大型海洋生物も生息していた豊かな海域だと考えられるが、現在では面影はなく、スナメリも時折見られる程度である。
また、上記の通り沿岸域は埋め立てを中心とした開発によって多大な影響を受けており、干潟や自然海岸などが著しく減少したとされている。海底の砂利の採取が瀬戸内海でも際立って多かったため、備讃瀬戸からのイカナゴの回遊の減少とあわせて、備後灘におけるイカナゴの減少の原因になったとされている。
現代の瀬戸内海を象徴する天然記念物や貴重種の分布が目立ち、竹原市・阿波島の「スナメリクジラ廻游海面」と付近におけるアビの生息、三原水道・有竜島の「ナメクジウオ生息地」、笠岡湾と芦田川のハクセンシオマネキ、スナガニ、松永湾河口のシギ・チドリが生息する干潟、カブトガニや90年ぶりの採取が報道されたサナダユムシの分布する賀茂川の河口の「ハチの干潟」など、特筆すべき生物相が見られる。
しかし、上記の通りイカナゴの減少が顕著であるが、これが安芸灘から播磨灘の範囲におけるスナメリの生息にも影響を与えたと思われる。これらの海域では、20世紀下旬にかけてのスナメリの減少が顕著であり、上記の天然記念物の「阿波島のスナメリ廻游海面」でも肝心のスナメリがほとんど見れなくなっている。
現在では、タイ、サワラ、カタクチイワシ、タコ、イカなどの漁業やノリの養殖が盛んである。